# Izliv nafte v Mehiški zaliv (2010)
Izliv nafte v Mehiškem zalivu 2010, znano kot "Izlitje nafte BP", se je zgodil na ploščadi Deepwater Horizon. Razliv nafte je trajal 3 mesece. Nesreča se je zgodila 20. april 2010, in po mesecu neustavljivega širjenja naftnih madežev so razglasili največjo naftno ekološko katastrofo v ameriški zgodovini, ki je tudi nadigrala katastrofalno razlitje nafte iz tankerja Exxon Valdez leta 1989.
Do razlitja nafte je prišlo zaradi eksplozije in zloma tal na naftni ploščadi Deepwater Horizon. To je bil tretji večji incident v zadnjih petih letih, v katerega je bil vpleten BP iz ZDA. Naftni bazen je bil izvrtan 1,5 km pod morsko gladino.
Po navedbah Nacionalnega inštituta za oceanografijo se je v prvih 40 dneh razlilo približno 120 milijonov litrov nafte v morje, na okoli 9900 km² morske površine. Od 20. aprila do 16. julija, ko so ustavili razlitje nafte, so ocenili, da se v morje razlilo med 500.000 in 1.000.000 ton nafte. Vsak dan pa se je v morje izlivalo od 790.000 do 16 milijonov litrov.
Največje žrtve katastrofe so bili ribolov, turizem,različne ptice, morske živali, itd. . 

## Kronologija

### Potopitev naftne ploščadi
Na naftni ploščadi Deepwater Horizon je prišlo 20. aprila 2010 do eksplozije. V času eksplozije je bilo na ploščadi 126 delavcev, od tega jih je bilo 17 delavcev ranjenih, 11 pa jih je umrlo. Eksplozija se je zgodila okoli 23. ure po lokalnem času na vrtini. Vrtina Deepwater Horizon se nahaja 84 km jugovzhodno od Venice Louisiana.
Obalna straža je takoj poslala helikopterje iz Louisiane in Alabame, poslali so tudi štiri ladje za evakuacijo posadke na naftem polju in iskanje pogrešanih oseb. Zaradi dima in slabega vremena je bilo delo oteženo.  
Dva dni po eksploziji je naftna ploščad potonila.

### Razlitje nafte
Po razpadu ploščadi se je v Mehiški zaliv pričela izlivati večja količite nafte. Po tednu dni je ameriška obalna straža zabeležila novo uhajanje nafte. Madež je v manj kot dveh tednih dosegel obalo več držav. Začetna količina, ki je uhajala v Mehiški zaliv, je znašala približno 5000 sodčkov na dan, s časom pa se je izliv nafte le povečeval.
Predsednik ZDA Barack Obama je napovedal, da bo v spopad z nafto vključil tudi ministrstvo za obrambo. Pri spopadu s katastrofo je sodelovalo okoli tisoč ljudi s pomočjo 50 ladij in številnih letal, ki so zbrali 250.000 litrov onesnažene vode.

### Začasna ustavitev
15. julija 2010 je BP po skoraj treh mesecih nenehnega izlivanja nafte sporočila, da so s kapsulo, ki tehta 75 ton in v višino meri 10 metrov, uspešno ustavili razlitje nafte. Vendar pa je bila to le začasna rešitev. 19. julija niso našli nobenih znakov, da bi kapsula puščala, tako so dobili potrditev, da je izpolnila svoj namen.

## Posledice
V treh državah so ribiči izgubili svoj dohodek. Mnoge ptice, ki so gnezdile od reki Mississippi, so poginile, farme ostrig so zaprli. Največje žrtve so bile ribe, želve in ptice, zato so razglasili okoljsko katastrofo.
Samantha Joye iz Univerze v Gruziji je izrazila zaskrbljenost, da bo trajalo več let, morda celo desetletja, da si bo ekosistem v celoti opomogel od uničenja. Njena izjava je bila v nasprotju z izjavo direktorja BP Tonyja Haywarda, ki je dejal, da je katastrofa zelo blago učinkovala na okolje. Steve Ross iz Univerze v Severni Karolini je dejal, da so koralni grebeni na vzhodu verjetno zelo poškodovani.